# Behrn Arena

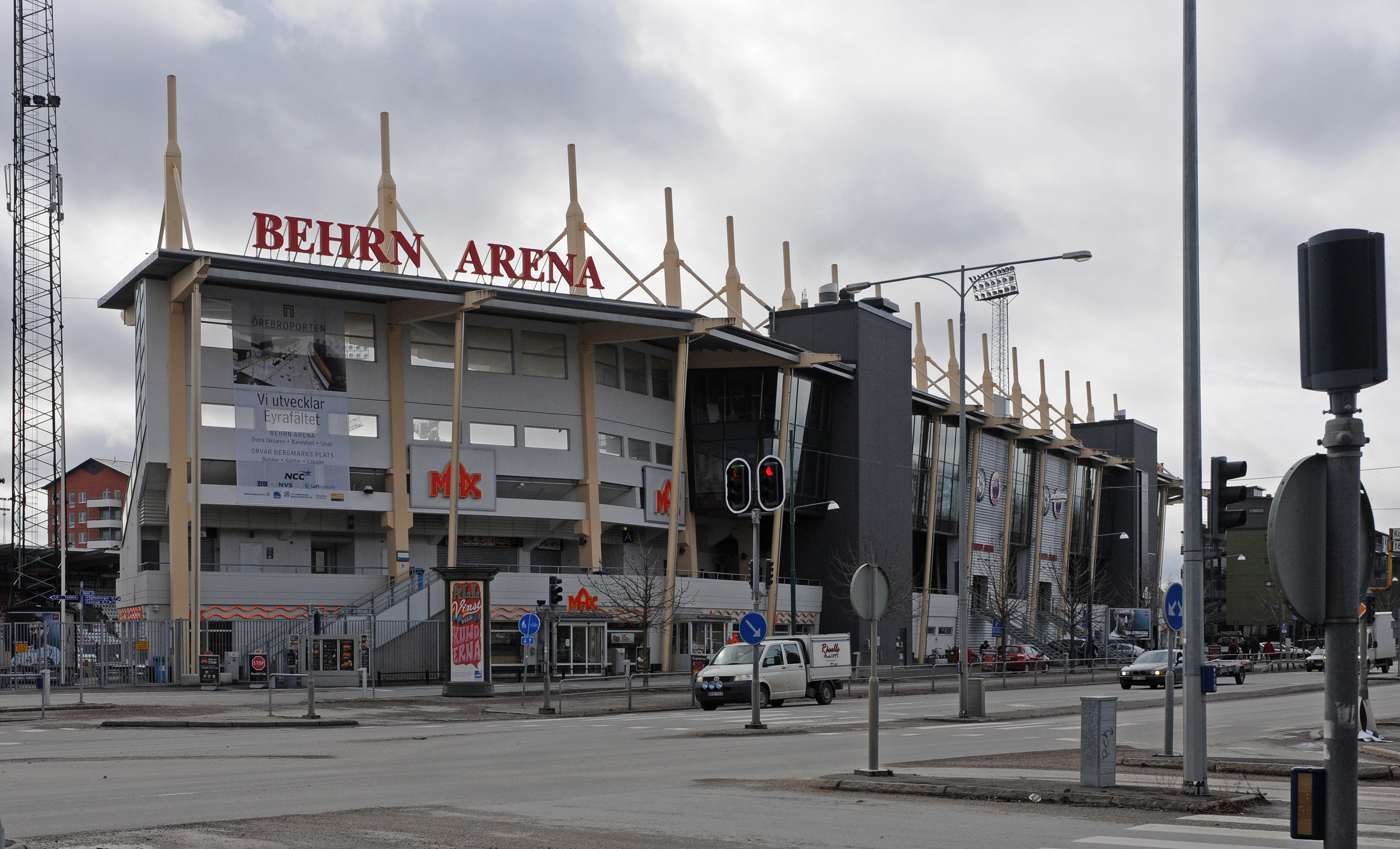
Behrn Arena

Behrn Arena är ett arenakomplex i Örebro och består av Behrn Arena (fotbollsarena) hemmaarena för Örebro SK, Behrn Arena (bandyanläggning) hemmaarena för ÖSK Bandy samt Behrn Arena (ishall) hemmaarena för Örebro HK.
Fastighetsägare är Örebroporten Fastigheter AB. Behrn Fastigheter äger namnrättigheterna fram t o m 2023.